# Partito politico
(Costituzione della Repubblica Italiana, art. 49)
Un partito politico (nel linguaggio comune partito) è un'associazione tra persone accomunate da una medesima visione, identità, linea o finalità politica di interesse pubblico ovvero relativa a questioni fondamentali circa la gestione dello Stato e della società o anche solo su temi specifici o particolari. L'attività del partito politico, volta a operare per l'interesse comune, locale o nazionale, si esplica attraverso lo spazio della vita pubblica con la definizione di un programma o piano politico da perseguire e, nelle attuali democrazie rappresentative, ha per "ambito prevalente" quello elettorale.

## Descrizione

### Definizioni e funzioni

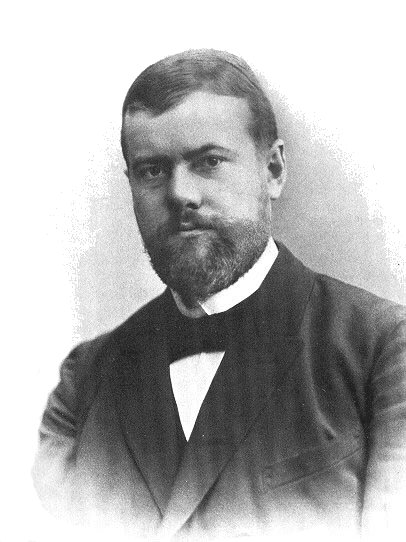
Max Weber

Secondo Max Weber, «per partiti si debbono intendere le associazioni costituite al fine di attribuire ai propri capi una posizione di potenza all'interno di un gruppo sociale e ai propri militanti attivi possibilità per il perseguimento di fini oggettivi e/o per il perseguimento di vantaggi personali». Nella definizione del politologo americano Anthony Downs il partito politico è «una compagine di persone che cercano di ottenere il controllo dell'apparato governativo a seguito di regolari elezioni». Gli elementi centrali delle definizioni sono dunque:
- Il partito è un'associazione;
- Il fine del partito è indirizzare le decisioni pubbliche;
- Gli scopi del partito sono ottenuti principalmente attraverso la partecipazione alle elezioni;
- La strategia principale è l'occupazione di cariche elettive.

I partiti sono mediatori tra lo Stato e i cittadini. I partiti svolgono infatti la funzione di controllo dei governati sui governanti: poiché infatti i candidati si presentano all'interno di liste di partito, è più facilmente punibile un'eventuale rottura del patto di fiducia tra il candidato eletto e gli elettori che lo hanno votato (non votando più il partito di cui fa parte). I partiti strutturano il voto: questo perché i candidati alle elezioni sono prevalentemente membri di un partito, e perché il partito è l'entità con cui gli elettori si identificano. Esso svolge una funzione di socializzazione politica, poiché attraverso la loro azione i partiti educano gli elettori alla democrazia. Infine, mentre i gruppi di interesse articolano gli interessi dei cittadini, i partiti si occupano di aggregare questi interessi.

### Sistemi partitici
Il sistema partitico è l'insieme di partiti legati da una relazione logica. La distinzione classica proposta da Maurice Duverger li divide in sistemi monopartitici, bipartitici, multipartitici.
- I sistemi monopartitici caratterizzano i regimi detti per questo "a partito unico". Esempi storici sono stati i fascismi (Italia fascista, Germania nazista e Spagna franchista) e il socialismo reale (URSS,nonostante in epoca pre-staliniana il partito fosse diviso in fazioni trockiste, mensceviche e staliniste, e le ancora esistenti Vietnam e Cuba).
- I sistemi bipartitici caratterizzano i regimi come quelli anglosassoni (come Regno Unito, Stati Uniti d'America e Australia). Un tale sistema c'è quando solitamente in parlamento prevalgono sempre i soliti due grandi partiti in grado di formare un governo monocolore.
- I sistemi multipartitici caratterizzano la maggioranza dei regimi (es. America Latina e Italia) nati dal succedersi e cristallizzarsi dei conflitti sociali. Tali sistemi possono essere contraddistinti da coalizioni eterogenee.

Secondo le teorie di Duverger, i sistemi bipartitici sono influenzati dal sistema elettorale maggioritario a un turno e quelli multipartitici dal proporzionale.
Una teoria contraria a quella di Duverger è stata proposta da Giovanni Sartori. Il numero di partiti in un sistema non va calcolato semplicemente in base al numero effettivo di partiti esistenti, ma tramite un "conteggio intelligente" che considera solo i partiti dotati di due potenziali:
- Potenziale di coalizione. Se il partito che è membro di una coalizione di governo è in un dato periodo di tempo necessario, almeno una volta, per determinare la maggioranza di governo.
- Potenziale di ricatto. Se il partito ha un effetto sugli altri partiti del sistema, influenzandone le tattiche di competizione.

Sulla base di questa precisazione, e sull'importanza data al livello di polarizzazione ideologica del sistema partitico, Sartori ha dunque proposto una classificazione più articolata rispetto a quella di Duverger.
I sistemi monopartitici. Sono distinti da Sartori in tre tipi:
- Partito unico. Un solo partito è legale.
- Partito egemonico. Legalmente esistono altri partiti, ma non sono che satelliti di quello principale: sono creati per rappresentare alcune minoranze o interessi. È il caso per esempio della Germania Est, della Cecoslovacchia e della Polonia comuniste.
- Partito predominante. Esistono vari partiti, ma nei fatti a vincere le elezioni è sempre uno solo di essi. Per essere "predominante", si assume che questo partito abbia ottenuto la maggioranza assoluta almeno tre volte consecutive nelle competizioni elettorali. Storicamente presente nei paesi africani post-coloniali più recenti (es. Angola, Sudafrica e Zimbabwe), nei paesi dell'Europa orientale post-socialisti (es. Russia e Bielorussia), in alcuni Stati sudamericani (es. il Messico, dove per 71 anni ha governato il Partito Rivoluzionario Istituzionale) e a Singapore.

I primi due sono anche detti sistemi non competitivi, s'instaurano solo in regimi dittatoriali o totalitari (nel primo caso). Il terzo caso avviene invece anche in contesti democratici e pluralistici.
I sistemi bipartitici. In questi sistemi non è necessario che vi siano solo due partiti, ma che esistano solo due partiti significativi, sulla base dei due potenziali sopra indicati.
I sistemi multipartitici. Sono distinti da Sartori in tre tipi:
- Pluralismo moderato. I partiti che contano non sono superiori a cinque, e vi sono governi di coalizione (ma non partiti antisistema). La struttura è bipolare nel senso che vi sono due coalizioni che competono l'una contro l'altra, tendendo a conquistare il sostegno dell'elettorato moderato di centro. La polarizzazione ideologica è scarsa, la meccanica è centripeta.
- Pluralismo polarizzato. I partiti che contano sono superiori a cinque. Le caratteristiche sono: 1) presenza di partiti antisistema, cioè partiti che non cambierebbero, se potessero, il governo ma il sistema di governo stesso (partiti comunisti e fascisti); 2) presenza di due opposizioni bilaterali che non potrebbero mai allearsi tra loro; 3) il centro è occupato; 4) il sistema è ideologicamente polarizzato, con due poli (destra-sinistra) caratterizzati da posizioni estreme; 5) tendenza centrifuga; 6) emergono opposizioni irresponsabili a causa delle tendenza a fare promesse che non si possono mantenere da parte di quei partiti d'opposizione che non potranno mai salire al governo; 7) essendo costretto a restare al governo, il partito di centro avrà anch'esso scarsa responsabilità democratica. I casi tipici sono quelli della IV Repubblica Francese e della I Repubblica Italiana che, in seguito a riforme istituzionali ed elettorali (nel caso francese il passaggio dal sistema elettorale proporzionale al maggioritario a doppio turno e dell'attuazione nel 1962 del sistema semi-presidenziale; nel caso italiano l'istituzione del "Mattarellum" e la fine della I Repubblica) sono divenuti sistemi a pluralismo tendenzialmente limitato e depolarizzato, pur continuando a costituire numericamente sistemi multipartitici estremi, cioè con un numero di partiti superiore a cinque.
- Pluralismo atomizzato o segmentato. I partiti che contano sono nove o più, ma c'è bassa polarizzazione ideologica, alta frammentazione, presenza di coalizioni poco coese e dispersione del potere. È il caso delle giovani democrazie africane e latino-americane, nonché dell'India.

### Democrazia interna
Uno dei maggiori problemi dei partiti è quello della democrazia interna. Tale principio si realizza in diverse forme e modi, a partire dalla presenza di organi rappresentativi, generalmente assemblee, preposti alla determinazione della linea politica e alla nomina e controllo dell'esecutivo del partito. Affinché si possa parlare di democrazia interna al partito è necessaria la tutela delle minoranze in seno al partito.
L'art. 49 della Costituzione Italiana dice che "tutti i cittadini hanno diritto di associarsi liberamente in partiti per concorrere con metodo democratico a determinare la politica nazionale".
Il "metodo democratico" è oggetto di lungo dibattito, risalente alla stessa Assemblea Costituente. Ai fautori del metodo democratico come condizione essenziale dell'esistenza dei partiti si sono opposti i sostenitori della natura associativa dei partiti e della loro libertà di organizzazione. L'ipotesi che l'organizzazione interna dei partiti fosse oggetto del controllo e della regolazione statale era considerata non solo un attentato all'autonomia organizzativa di alcuni partiti (si pensi al metodo del centralismo democratico del PCI) ma era per molti il prodromo della "democrazia protetta" (vedi Germania). Nella tesa situazione politica e internazionale dei primi anni della repubblica (piena guerra fredda), la suddetta ipotesi sarebbe stata, infatti, una minaccia pendente in capo a quei partiti che lo stato avrebbe ritenuto non democratici. Pertanto il metodo democratico è riferito alla sola competizione esterna fra partiti.
Condizionano negativamente la democrazia interna ai partiti tutte le disposizioni volte alla centralizzazione del processo politico decisionale del partito.

### Finanziamento
I partiti politici si assicurano i fondi necessari a finanziare le proprie attività attingendo a tre principali categorie di risorse. In primis le risorse dell'autofinanziamento, quali le quote corrisposte dagli affiliati nel momento del tesseramento e dei rinnovi. Secondo, il finanziamento da privati; ovvero erogazioni liberali da individui o associazioni private alle casse dei partiti. Generalmente vengono limitate da tetti massimi. Terzo, e ultimo in ordine di apparizione storica, il finanziamento pubblico ai partiti. I finanziamenti pubblici, in alcuni paesi stabiliti in costituzione o da pronunce di corti costituzionali, generalmente regolati da legislazione ordinaria, sono erogati dalla legge di bilancio e sono scomponibili in tre categorie. A) rimborso delle spese sostenute dai candidati in campagna elettorale (rimborsi elettorali), B) finanziamento delle strutture di partito (finanziamento diretto), C) finanziamento delle attività degli eletti in parlamento (finanziamento ai gruppi parlamentari).

Negli ordinamenti che hanno introdotto forme di finanziamento pubblico alla politica le ragioni e i principi che hanno presieduto a tale scelta sono diverse: il principio dell'uguaglianza delle possibilità per tutti i candidati nella competizione elettorale, la reazione al diffondersi di forme di finanziamento illecito, la necessità di garantire lo svolgimento delle funzioni partitiche riconosciute costituzionalmente.
La coesistenza di finanziamento pubblico e finanziamento illecito, oltre che gettare discredito verso la classe politica, pongono questioni che sia i criminologi, sia i politologi affrontano nei loro studi: da un lato la persistenza di una legge penale assai spesso violata, dall'altro l'alternanza di un lato dominante nei due corni del rapporto tra politica e imprenditoria.

## Storia
L'origine dei partiti, gruppi organizzati per la conquista e la gestione del potere, risale alle teocrazie, cioè alle prime forme di governo a base religiosa. Le città-Stato avevano un dio protettore, rappresentato da una classe sacerdotale e dal re. E i templi erano le sedi dei "partiti" nelle prime civiltà. Gli Egizi diedero vita a una fiorente civiltà, durata oltre 3 500 anni, frutto dell'unione di più partiti religiosi che governavano varie città. Amon era il dio di Tebe, Ra quello di Eliopoli, Anubi di Cinopoli, Osiride di Abido. I partiti laici, svincolati da caratteristiche religiose, nacquero nell'antica Grecia grazie al pensiero dei filosofi che fondarono la politica sull'analisi razionale della società e sui valori da seguire.
Tuttavia i gruppi-partito greci furono l'espressione dei clan tribali fino alla riforma di Clistene (565 a.C.-492 a.C.) che ruppe questo sistema dividendo Atene in dieci aree geografiche, mescolando così le tribù. Ogni area eleggeva i magistrati e fra di loro vi erano sorteggiati 50 rappresentanti alla Bulè, il consiglio dei 500 con potere legislativo. Con Pericle nel V secolo a.C. la democrazia si rafforzò anche attraverso il pagamento dei rappresentanti del popolo: i magistrati ricevevano uno stipendio per non essere condizionati dall'esterno e un indennizzo (un gettone di presenza) per assenza dal lavoro era dato alle migliaia di rappresentanti all'Assemblea generale dei cittadini liberi, che si riuniva quattro volte al mese e votava le proposte di legge dell'Assemblea dei Cinquecento. All'Assemblea generale partecipavano tutti gli ateniesi liberi maggiorenni con diritto di parola e di voto. Lì si votava anche l'ostracismo contro alcuni cittadini.
Nell'antica Roma la politica era caratterizzata dalla divisione fra patrizi, la minoranza dei ricchi, e la maggioranza dei plebei, i poveri che erano molto meno rappresentati nei comizi centuriati. Nel Medioevo tra i secoli XII e XIV la contrapposizione fu data da guelfi (partigiani del papa) e ghibellini (partigiani dell'imperatore del Sacro Romano Impero germanico). Anche in seguito solo i maschi che guadagnavano potevano ambire a cariche pubbliche. Il primo nucleo di bipolarismo politico tra "conservatori" (Tories) e "progressisti" (Whigs) nacque in Gran Bretagna nel XVII secolo: i primi erano inizialmente sostenitori della monarchia assoluta, i secondi della monarchia costituzionale. Sedevano in Parlamento ma poteva accedervi solo chi aveva un certo censo: il diritto di voto spettava solo a chi possedesse una terra con una rendita di 40 scellini. La Rivoluzione francese del 1789 delineò invece le tre componenti della politica moderna: centro, destra, sinistra. Quando il re Luigi XVI fu rovesciato, il Terzo Stato si proclamò Assemblea Costituente diventando il rappresentante di tutta la nazione. I membri si divisero nell'emiciclo: i conservatori si sedevano a destra, i radicali e i rivoluzionari a sinistra. Il centro, chiamato Palude, era uno spazio indistinto, senza identità politica precisa.
Se il partito in quanto tale nasce con la Rivoluzione inglese del Seicento, è solo con il diffondersi della Rivoluzione industriale, e conseguentemente con la formazione di una società di massa e l'allargamento del suffragio elettorale fino a essere universale, che i "partiti moderni" si affermarono nel senso specifico della forma attuale, ossia caratterizzati da: un'organizzazione territorialmente diffusa, con un sistema di comunicazione tra centro e periferia; la volontà di ottenere il potere locale e centrale; la ricerca del sostegno popolare. Il "partito modello", da questo punto di vista, fu la SPD.
I partiti politici si distinguono generalmente in partiti di centro, destra e sinistra. Questa distinzione trova la sua origine nella collocazione dei deputati negli emicicli parlamentari. Già dal tempo della Rivoluzione francese sappiamo che il centro era sinonimo di "moderazione", la destra di "conservazione" e la sinistra di "progresso". Nella storia politica europea, e in particolare quella italiana, dalla metà dell'Ottocento agli inizi del Novecento la scena politica era dominata da partiti politici tutti di stampo "liberale". Tali partiti, in quanto espressione dei ceti sociali medio-alti, erano attenti, in particolar modo, a ridurre il potere statale e ad accentuare la libera iniziativa locale. In alcuni casi, come nell'Italia della legge delle guarentigie, "liberale" era anche sinonimo di "anticlericale", mentre i partiti "conservatori" erano "clericali", cioè contrari a ridurre l'ingerenza della Chiesa negli affari temporali. I "liberali" erano comunemente espressioni delle élite cittadine e della nascente classe borghese, i "conservatori" dei latifondisti e proprietari terrieri.
Con la rivoluzione industriale, come già detto, si formarono partiti i cui membri avevano un'ideologia comune: i conservatori, una élite non interessata all'egualitarismo, e i progressisti, che si battevano per dare a tutti uguali opportunità, istruzione e servizi. Così nacquero prima il partito-organizzazione e poi il partito di massa, basato sulla partecipazione di molti attivisti in cerca di consenso attraverso il voto. Nel 1919 ci fu una svolta importante in Italia: i cattolici, fino ad allora estranei alla politica, entrarono in scena con il Partito Popolare fondato da don Luigi Sturzo.
Con la crescita del proletariato, composto soprattutto da piccoli artigiani, braccianti e operai, cominciano a diffondersi le teorie socialiste che troveranno, poi, in Karl Marx il loro più compiuto teorizzatore. Nasce così l'idea di uno Stato laico, se non ateo, svincolato dalla tradizione borghese, unico detentore del potere e attento ad assicurare la più completa uguaglianza tra i cittadini. Ben presto i marxisti si distinguono in una componente socialista o social-democratica e una comunista. La prima più rispettosa delle scelte dell'individuo nella sfera personale (famiglia, scuola, religione) e più attenta al coinvolgimento democratico dei cittadini, la seconda più convinta del ruolo indispensabile dello Stato e del Partito di guida dei cittadini. Tanto gli uni quanto gli altri si sono fatti convinti assertori della distribuzione delle terre ai contadini, della netta separazione tra Chiesa e Stato, della collettivizzazione delle imprese e di un convinto internazionalismo. I partiti socialisti e poi i comunisti in particolare si assunsero il compito di far sentire la voce dei lavoratori, perseguendo l'obiettivo di cambiare a loro favore la società e il sistema, secondo le direttive generali del movimento socialista.
Negli Stati di tradizione cattolica, come l'Italia, accanto ai partiti liberale, conservatore, socialista, socialdemocratico e comunista, sono nate formazioni politiche variamente denominate (cristiano-democratico, cristiano-sociale, popolare), ma tutte accomunate da una politica ispirata alla dottrina sociale della Chiesa cattolica. Tali partiti, soprattutto nella seconda metà del XX secolo, sono stati, spesso, al governo di alcuni Stati (Italia, Francia, Belgio, Lussemburgo, Germania, Paesi Bassi, Austria). Si sono caratterizzati per una politica conservatrice in campo morale (contrari all'aborto, alla legalizzazione delle droghe), liberale in campo economico e politica estera (favorevoli al libero mercato, all'Unione europea, alla NATO), ma hanno saputo anche dimostrare, al fine di contenere i partiti socialisti e comunisti, una marcata attenzione alle questioni sociali.
Sul finire del XX secolo, in Italia, come nel resto d'Europa, sono andate diffondendosi nuove "culture politiche". La "rivoluzione giovanile" degli anni sessanta-settanta ha imposto le problematiche femminili e dell'ambiente. Le "femministe", convinte sostenitrici dell'emancipazione delle donne, hanno trovato facile accoglienza nei partiti liberali e socialdemocratici, un po' meno in quelli conservatori, cristiano-democratici e comunisti. La "cultura ambientalista" ha trovato sbocco nelle associazioni ambientaliste (WWF, Greenpeace, Legambiente) e in nuovi partiti politici, spesso denominati Verdi.
Nel frattempo, il tentativo di resistere al potere statale e imprenditoriale ha determinato la nascita di partiti autonomisti e federalisti. Alcuni di questi (come la Südtiroler Volkspartei) sono nati per rappresentare di minoranze linguistiche o etniche.

### L'origine dei partiti
I partiti nascono nel momento dell'affermazione della democrazia e quindi quando il governo diventa responsabile verso il voto degli elettori. Esistono due principali analisi della storia dei partiti che guardano uno in maniera genetica l'altro in maniera strutturale, le fasi della loro creazione.

### Prospettiva genetica
Secondo la prospettiva genetica elaborata da Stein Rokkan, nella storia di ogni nazione si manifestano delle fratture (cleavages) che vedono contrapporsi gruppi sociali con interessi opposti, che possono essere di tipo materiale o ideologico; se queste fratture vengono politicizzate (trasferite dal piano sociale a quello politico), è probabile che nascano nuovi partiti. Nella storia dell'Europa occidentale Rokkan individua quattro fratture principali:
- Centro-periferia, in cui alcune realtà locali gelose della propria autonomia si contrappongono ai "costruttori della nazione"; si tratta di una frattura di tipo ideologico, che si manifesta maggiormente dove esistono differenze culturali e/o linguistiche tra le periferie e il centro e dove quest'ultimo tenta con la forza l'uniformizzazione delle periferie. Questa frattura porterebbe alla nascita di partiti locali.
- Stato-Chiesa, in cui la Chiesa cattolica si contrappone ai "costruttori della nazione"; anche questa frattura nasce su questioni ideologiche, in particolare nel momento in cui lo Stato, volendo costruire un'identità nazionale, tenta di sostituirsi alla Chiesa come principale creatore di valori e simboli riconosciuti da tutti; il conflitto raggiunge il suo apice quando lo Stato impone il suo monopolio sull'istruzione. Questa frattura porterebbe alla nascita di partiti confessionali.
- Città-campagna, in cui i ceti rurali si contrappongono ai ceti industriali; è una frattura fondata principalmente su questioni materiali; da un lato i ceti rurali vorrebbero mantenere il loro status, dall'altro i capitalisti vorrebbero politiche favorevoli all'industria. Questa frattura porterebbe alla nascita di partiti agrari.
- Capitale-lavoro, in cui gli operai si contrappongono ai datori di lavoro; è una frattura su interessi di tipo materiale ed è l'unica che si manifesta in modo uguale e in tempi pressoché simili in tutti i paesi europei. Questa frattura porterebbe alla nascita di partiti socialisti.

Da cosa dipende la nascita o meno dei partiti che sono espressione delle prime tre fratture? Secondo Rokkan, dalle scelte fatte dai "costruttori della nazione": infatti, nei periodi storici in cui si manifestano le fratture ("giunture critiche"), l'élite dello Stato è chiamata ad allearsi con uno dei due gruppi sociali che si contrappongono; la fazione esclusa tenderà ad allearsi con le periferie. Questo schema porterebbe a otto possibili sistemi partitici.
Da fratture di tipo non sociale ma politico emergono, invece, partiti antisistema estremisti sulla destra (fascisti) e sulla sinistra (comunisti).

### Prospettiva strutturale
La prospettiva strutturale sviluppata da Maurice Duverger crea una tripartizione del processo di creazione dei partiti.
- Si ha un primo momento in cui i partiti nascono all'interno dei parlamenti, a suffragio limitato e si configurano come "connessioni rispettabili" fra parlamentari (partiti parlamentari o di notabili, per esempio liberali e conservatori in Gran Bretagna, Destra storica e Sinistra storica in Italia).
- In seguito, con l'ampliamento del suffragio, nascono altri partiti, che si avvalgono di reti associative preesistenti, pur cambiandone funzionamento e obiettivi, ampliandone la rappresentatività e la responsabilizzazione, e che fanno leva su organizzazioni esterne al Parlamento per acquisirvi rappresentanza (partiti extraparlamentari o organizzati di massa, per esempio la sopracitata SPD).
- Infine il malcontento e l'insoddisfazione eventuali nei confronti del Parlamento vengono incanalati da alcuni gruppi che entrano nel Parlamento allo scopo di distruggerlo, pur trovandovi talvolta una certa sistemazione che permette la convivenza (partiti antiparlamentari).

## Organizzazione
I partiti si distinguono a livello organizzativo a seconda di una struttura più o meno verticistica, più o meno movimentista. I partiti di stampo socialista e comunista, nonché quelli post-fascisti, si sono, nel corso degli anni, contraddistinti per la presenza di ampi organi assembleari e ristretti gruppi dirigenziali. Spesso i vertici del partito non venivano scelti direttamente dagli iscritti o dalle assemblee congressuali, ma dagli uffici di presidenza. Altri partiti, invece, hanno fatto propria una prassi più "democratica", attenta cioè a favorire il coinvolgimento della base nelle decisioni di vertice.

### Partiti organizzativi e partiti elettorali
La distinzione più semplice tra i diversi tipi di partito ne prevede due: il partito organizzativo e quello elettorale. I partiti organizzativi di massa si assumevano il compito di preparare le masse lavoratrici ad avere coscienza di sé, assumendosi le proprie responsabilità storiche. Le strutture erano sostenute da funzionari stipendiati grazie a quote regolari pagate dagli iscritti. I partiti di questo tipo furono dunque partiti militanti. I partiti elettorali di massa, pur essendo articolati come i primi, non hanno finalità alternative al sistema vigente, ma si collocano all'interno di esso, ricercando il consenso elettorale che permetta di raggiungere il potere e migliorare così gradualmente la società.

### Organi interni
L'organizzazione interna dei partiti è molto variabile da paese a paese oltre che da un partito all'altro. Di solito gli organi più importanti sono:
- il leader, variamente denominato (leader, presidente, segretario generale, segretario politico, ecc.); in alcuni partiti coesistono più organi con queste denominazioni (ad esempio, un presidente e un segretario);
- l'organo assembleare che rappresenta gli iscritti, di solito denominato congresso (o convenzione o conferenza);
- un organo assembleare più ristretto che sostituisce il congresso tra una sessione e l'altra, quale il comitato centrale (tipico dei partiti comunisti e socialisti) o altri analoghi;
- un organo collegiale ancor più ristretto, quale l'ufficio politico (tipico dei partiti comunisti e socialisti) o altri analoghi.

Possono inoltre esistere altre cariche come quella di segretario amministrativo o tesoriere.

### L'articolazione organizzativa secondo Duverger
Una categorizzazione tradizionale, ma sempre efficace, delle forme di organizzazione partitica risale al costituzionalista e politologo Maurice Duverger; questi distingue quattro tipologie di partito secondo alla loro articolazione organizzativa:
- comitato: i partiti di comitato, come sono ancora i partiti degli Stati Uniti, sono spesso considerati i diretti discendenti dei "partiti dei notabili" ottocenteschi. I comitati sono strutture flessibili e non permanenti che si attivano per raccogliere fondi e voti in vista di tornate elettorali o altre occasioni di questa rilevanza.
- sezione: la sezione è tipica dell'organizzazione territoriale stabile dei partiti socialisti; munita di propri quadri e collegamenti, la sezione serve ad ampliare la base del partito, finanziarlo mediante la quota d'iscrizione dei militanti, curare la propaganda e l'indottrinamento.
- milizia: la milizia è la forma peculiare dei partiti generalmente detti fascisti, caratterizzata dalla struttura fortemente gerarchica e paramilitare, facilmente mobilitabile per l'attacco violento contro eventuali avversari.
- cellula: la cellula è lo strumento classico dei partiti comunisti, che mediante le cellule disseminate nelle industrie saldano la propria organizzazione al mondo degli operai e ne diventano parte integrante.

## Internazionali politiche
I partiti politici, nel corso del Novecento, hanno stretto alleanze sovranazionali, in modo da potere sostenere in modo più convinto i propri valori e assicurarne la diffusione anche in altri paesi. Le più importanti internazionali sono:

### Attuali
- Internazionale Socialista
- Pirate Parties International
- Alleanza Progressista
- Quarta Internazionale
- Internazionale Democratica Centrista
- Unione Democratica Internazionale
- Internazionale Liberale
- Internazionale progressista
- Partito Radicale Transnazionale
- Fratellanza Musulmana
- Incontro Internazionale dei Partiti Comunisti e Operai
- Conferenza Internazionale dei Partiti e delle Organizzazioni Marxisti-Leninisti (Unità e Lotta)
- Tendenza Marxista Internazionale

### Passato
- Internazionale Comunista
- Comitati d'Azione per l'Universalità di Roma

### Europei
A livello europeo, poi, le alleanze si sono articolate in veri e propri partiti federati, che si presentano insieme nei gruppi al Parlamento europeo e che hanno un apposito riconoscimento nell'ordinamento giuridico dell'Unione europea.
La raccomandazione 2013/142/UE della Commissione, del 12 marzo 2013, ad esempio, "esorta gli Stati membri e i partiti politici a provvedere a che i nomi e, se del caso, i simboli dei partiti politici europei appaiano sulla scheda elettorale; [...] invita i partiti politici nazionali a informare i cittadini, prima e durante la campagna elettorale, in merito alla loro affiliazione a un partito politico europeo e al loro sostegno al candidato di quest'ultimo alla presidenza della Commissione e al programma politico di tale candidato".